# Gymnoscelis tenebrata
Gymnoscelis tenebrata är en fjärilsart som beskrevs av Karl Dietze 1910. Gymnoscelis tenebrata ingår i släktet Gymnoscelis och familjen mätare. Inga underarter finns listade i Catalogue of Life.